# Sony Ericsson Xperia Ray

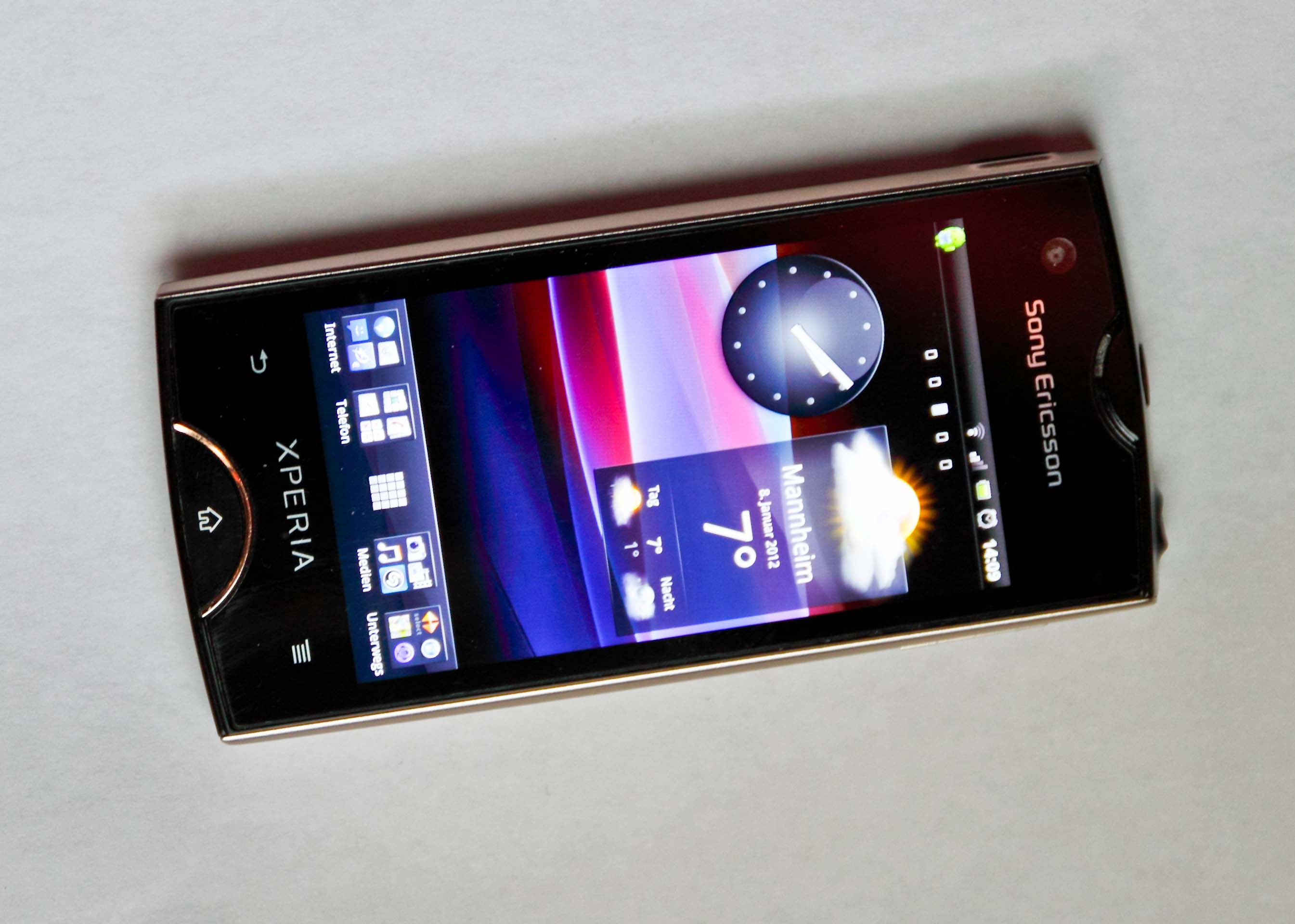
Sony Ericsson Xperia Ray

El Sony Ericsson Xperia Ray es un delgado y pequeño, pero eficaz respecto a otros celulares teléfono inteligente, con solo 9.4mm de espesor y un peso de 100 gramos. Posee un procesador Snapdragon de 1Ghz y tiene Google Android 2.3 (Gingerbread) actualizable mediante su software oficial PC Companion Sony al Android 4.0 Ice Cream Sandwich.

## Cámara y video
El Sony Ericsson Xperia Ray posee una cámara de 8,1 megapíxeles y un zoom de 16 aumentos con iluminación de cámara. Además posee el Sensor CMOS Exmor™ R para móviles de Sony lo que permite unas fotos mucho mejores ya que proporciona mucha más luz de la que hay en cualquier lugar. Graba en HD a 720p y tiene la función 3D Sweep Panorama. Permite el vídeo acelerado de Adobe Flash.

## Conectividad y comunicación
Es compatible con un USB 2.0 de alta velocidad y Micro USB. Tiene funciones WiFi y de punto de conexión WiFi. Utiliza tecnología Bluetooth. Tiene aGPS y tiene Navegador web WebKit con desplazamiento y zoom

## Pantalla
El Sony Ericsson Xperia Ray posee una pantalla Reality Display de 3,3 pulgadas con Mobile BRAVIA® Engine y Transmisión de película fina de más de 16 millones de colores con una resolución de 854 x 480 píxeles. Posee lámina inastillable sobre el cristal resistente a arañazos y tiene un teclado QWERTY inteligente completamente táctil.

## Entretenimiento
- Reconocimiento de música TrackID
- Experiencia xLOUD: tecnología de filtro de audio desarrollada por Sony
- Radio FM con RDS
- Conector de audio de 3,5 mm para auriculares
- Reproducción de audio, formatos admitidos: MP3, 3GPP, MP4, SMF, WAV, OTA y Ogg vorbis
- Grabación de audio, formatos admitidos: 3GPP, MP4 y AMR
- Juegos 3D y por detectores de movimiento
- Timescape con Twitter integrado
- Xperia™ 2.0 con Facebook
- Sony Entertainment Network (solo en algunos mercados)

## Memoria
- Memoria interna del teléfono: 300 MB
- RAM: 512 MB
- Ranura de expansión: microSD, hasta 32 GB (en la mayoría de compras normales incluye una memoria microSD de 4GB)

## Perfil del procesador
Rápido, sensible y con un procesador Qualcomm Snapdragon MSM8255 de 1 GHz.

## Batería
El Sony Ericsson Xperia Ray posee una batería Standard Li-Lon de 1500 mAh lo que le permite: 
- Tiempo de conversación (máx.): 7 horas
- Tiempo en espera (máx.): 440 horas
- Tiempo en reproducción de música: 36 horas

- Datos: Q1137033
- Multimedia: Sony Ericsson Xperia ray / Q1137033